# Mihajlo Cakić
Mihajlo Cakić, cyr. Михаjло Цакић (ur. 27 maja 1990 w Belgradzie) – serbski piłkarz, grający na pozycji pomocnika.

## Kariera piłkarska

### Kariera klubowa
Wychowanek klubu FK Partizan. W 2008 rozpoczął karierę piłkarską w FK Zemun Belgrad, skąd latem 2010 przeszedł do FK Čukarički Stankom. W Genku rozegrał tylko 6 meczów i powrócił latem 2008 do FK Čukarički Stankom. Na początku 2011 przeszedł do ukraińskiej Zorii Ługańsk. Na początku sierpnia 2012 został wypożyczony do Sławii Mozyrz. Latem 2014 powrócił do ojczyzny, gdzie 23 lipca 2014 podpisał kontrakt z OFK Beograd.